# Uvulární nazála
Uvulární nazála je souhláska, která se vyskytuje v některých jazycích. V mezinárodní fonetické abecedě se označuje symbolem ɴ, číselné označení IPA je 120, ekvivalentním symbolem v SAMPA je N\.

## Charakteristika
- Způsob artikulace: ražená souhláska (ploziva). Vytváří se pomocí uzávěry (okluze), která brání proudění vzduchu a je na posléze uvolněna, čímž vzniká zvukový dojem – od toho též označení závěrová souhláska (okluziva).
- Místo artikulace: uvulára. Uzávěra se vytváří mezi zadní částí jazyka a uvulou (čípkem).
- Znělost: Znělá souhláska – při artikulaci hlasivky vibrují.
- Nosová souhláska (nazála) – vzduch prochází při artikulaci před uvolněním uzávěry nosní dutinou.
- Středová souhláska – vzduch proudí převážně přes střed jazyka spíše než přes jeho boky (po uvolnění uzávěry).
- Pulmonická egresivní hláska – vzduch je při artikulaci vytlačován z plic.

Tato hláska patří mezi sonory, tj. má kromě šumové a i tónovou charakteristiku. V některých jazycích může plnit funkci slabičného jádra – slabikotvorné [ŋ̍].

## V češtině
V češtině se uvulární nazála nevyskytuje.

## V jiných jazycích
Uvulární nazála se vyskytuje v gruzínštině, inuitštině (psaná rn), japonštině (jako n na konci slova), grónštině (píše se rng), mezi evropskými jazyky pouze ve španělštině (jako n před j, např. enjuto).